# Conrad Westermayr
Conrad Westermayr ou Konrad est un peintre et graveur hessois né à Hanau le 30 janvier 1765, mort dans cette même ville le 5 octobre 1834 .

## Biographie
Fils de l'orfèvre Daniel Jacob Westermayr (1734-1788), il était marié à Christiane Henriette Dorothea Stötzer (1772-1834) qui peignait et gravait. 
Après une formation chez son père, il fit des études à l'Académie de dessin de Hanau chez J. L. Gallien. À l'âge de 18 ans, il gagnait déjà sa vie par ses portraits et ses miniatures. En 1784, il voyage en Rhénanie et aux Pays-Bas.

## Œuvre
On connait de lui une gravure représentant l'explorateur François Levaillant. Dans le même domaine il a reproduit les traits du naturaliste François Péron.
Le musée de Hanau conserve 500 planches gravées par lui. 